# Lithi bromide
Lithi bromide (LiBr), danh pháp theo Tiêu chuẩn quốc gia TCVN: Lithi bromide, là một hợp chất hóa học của lithi và brom. Hợp chất này có tính hút ẩm mạnh, vì thế là có ích trong vai trò của chất hút ẩm trong một số hệ thống điều hòa không khí.

## Điều chế và tính chất
LiBr được điều chế bằng cách cho hai chất lithi cacbonat và acid bromhydric phản ứng. Muối tạo thành một số hydrat tinh thể, không giống như các muối bromide của kim loại kiềm khác. Muối khan tạo thành các tinh thể lập phương tương tự như muối thông thường (natri chloride).
Lithi hydroxide và acid bromhydric (dung dịch nước của hydro bromide) sẽ tạo thành kết tủa lithi bromide khi có nước.
LiOH + HBr → LiBr + H2O

## Sử dụng
Lithi bromide được sử dụng trong các hệ thống điều hòa không khí như chất một chất hút ẩm. Lithi bromide được sử dụng như một muối trong làm mát hấp thụ cùng với nước, như trong hệ thống máy lạnh hấp thụ.

### Ứng dụng y tế
Lithi bromide được sử dụng như là một loại thuốc an thần, bắt đầu vào đầu những năm 1900, nhưng nó đã rơi vào tình trạng không được ưa thích nữa trong những năm 1940 khi một số bệnh nhân tim chết sau khi dùng nó làm chất thay thế muối. Giống như lithi cacbonat và lithi chloride, nó được sử dụng điều trị rối loạn lưỡng cực.
Các liều thấp tới 225 mg/ngày của LiBr có thể dẫn đến hiện tượng nhiễm độc brom.

## Nguy hiểm
Các muối lithi có ảnh hưởng tâm thần và hơi có tính ăn mòn. Khi hoà tan LiBr vào nước, phản ứng nhanh chóng tỏa nhiệt.